# Рајецке Тјеплице
Рајецке Тјеплице (слч. Rajecké Teplice, мађ. Rajecfürdő) су једна од најпознатијих бања и град у републици Словачкој, који се налази на северу земље у Жилинском крају. Према подацима од 31. децембра 2007. године, обухватају површину од 11.847 km² и у њима живи 2 936 становника, међу којима доминирају Словаци (98,54%) и римокатолици (87,93%). Први пут се, у историјским изворима, помињу у 1376, док су статус града добиле 1989. У пећини недалеко од града откривени су налази који припадају тзв. Пуховској култури. Град је сметен на обалама реке Рајчанке, на висини од 411 m нмв, а од окружног седишта Жилине је удаљен 15 km. Интензивнији развој Рајецких Тјеплица као бањског лечилишта отпочео је 1926, а данас се воде лечилишта (температуре око 39 °C) користе за лечење болести нервног, мишићног и скелетног система. У близини Тјеплица се налази градић Рајец, дворац Љетава и Повашка Бистрица.

## Становништво
| Година:    | 1994. | 2004.   | 2014.   | 2024.   |
| ---------- | ----- | ------- | ------- | ------- |
| Број људи: | 2597  | 2728    | 2948    | 2833    |
| Разлика:   |       | +5,04 % | +8,06 % | -3,90 % |

| Година:    | 2023. | 2024.   |
| ---------- | ----- | ------- |
| Број људи: | 2847  | 2833    |
| Разлика:   |       | -0,49 % |

| Етнички и верски састав становништва | Етнички и верски састав становништва | Етнички и верски састав становништва | Етнички и верски састав становништва |
| ------------------------------------ | ------------------------------------ | ------------------------------------ | ------------------------------------ |
| Пописи                               |                                      | 2001.                                | 1991.                                |
| Укупно становника                    |                                      | 2 677                                | 2 540                                |
| Становништво по националности        |                                      |                                      |                                      |
| Словаци                              |                                      | 98.54%                               | 98.86%                               |
| Мађари                               |                                      | 0.11%                                | 0.08%                                |
| Роми                                 |                                      | 0.04%                                | 0.00%                                |
| Русини                               |                                      | 0.04%                                | 0.00%                                |
| Украјинци                            |                                      | 0.04%                                | 0.00%                                |
| Чеси                                 |                                      | 0.64%                                | 0.87%                                |
| Моравци                              |                                      | 0.07%                                | 0.08%                                |
| Шлезијци                             |                                      | 0.00%                                | 0.00%                                |
| Немци                                |                                      | 0.04%                                | 0.04%                                |
| Пољаци                               |                                      | 0.07%                                | 0.08%                                |
| Становништво по вероисповести        |                                      |                                      |                                      |
| римокатолици                         |                                      | 87.93%                               | 79.53%                               |
| протестанти                          |                                      | 1.91%                                | 1.02%                                |
| гркокатолици                         |                                      | 0.22%                                | 0.16%                                |
| православци                          |                                      | 0.04%                                | 0.00%                                |
| хусити                               |                                      | 0.04%                                | 0.00%                                |
| без вероисповести                    |                                      | 7.36%                                | 4.49%                                |
| остале                               |                                      | 0.04%                                | 0.67%                                |
| неизјашњени                          |                                      | 1.94%                                | 14.13%                               |

| Економски састав становништва                | Економски састав становништва | Економски састав становништва | Економски састав становништва |
| -------------------------------------------- | ----------------------------- | ----------------------------- | ----------------------------- |
| Пописи                                       | 2001.                         | 1991.                         |                               |
| Укупно становника                            | 2 677                         | 2 540                         |                               |
| -Становника мушког пола                      | 1 308                         | 1 248                         |                               |
| -Становника женског пола                     | 1 369                         | 1 292                         |                               |
| Укупан број економски активних особа         | -                             | 1 341                         |                               |
| -Број економски активних особа мушког пола   | -                             | 718                           |                               |
| -Број економски активних особа женског пола  | -                             | 623                           |                               |
| Укупан број запослених особа                 | -                             | 1 055                         |                               |
| -Укупан број запослених особа мушког пола    | -                             | 592                           |                               |
| -Укупан број запослених особа женског пола   | -                             | 463                           |                               |
| Укупан број незапослених особа               | -                             | 177                           |                               |
| -Укупан број незапослених особа мушког пола  | -                             | 113                           |                               |
| -Укупан број незапослених особа женског пола |                               | 64                            |                               |

## Партнерски градови
- Долњи Бенешов
- Позловице,  Чешка
- Виљамовице,  Пољска
- Епе,  Холандија